# Jaanipäev (Saint-Jean)
 (mai 2025).
 (mai 2023).
La mise en forme du texte ne suit pas les recommandations de Wikipédia : il faut le « wikifier ».
Les points d'amélioration suivants sont les cas les plus fréquents. Le détail des points à revoir est peut-être précisé sur la page de discussion.
- Les titres sont pré-formatés par le logiciel. Ils ne sont ni en capitales, ni en gras.
- Le texte ne doit pas être écrit en capitales (les noms de famille non plus), ni en gras, ni en italique, ni en « petit »…
- Le gras n'est utilisé que pour surligner le titre de l'article dans l'introduction, une seule fois.
- L'italique est rarement utilisé : mots en langue étrangère, titres d'œuvres, noms de bateaux, etc.
- Les citations ne sont pas en italique mais en corps de texte normal. Elles sont entourées par des guillemets français : « et ».
- Les listes à puces sont à éviter, des paragraphes rédigés étant largement préférés. Les tableaux sont à réserver à la présentation de données structurées (résultats, etc.).
- Les appels de note de bas de page (petits chiffres en exposant, introduits par l'outil «  Source ») sont à placer entre la fin de phrase et le point final[comme ça].
- Les liens internes (vers d'autres articles de Wikipédia) sont à choisir avec parcimonie. Créez des liens vers des articles approfondissant le sujet. Les termes génériques sans rapport avec le sujet sont à éviter, ainsi que les répétitions de liens vers un même terme.
- Les liens externes sont à placer uniquement dans une section « Liens externes », à la fin de l'article. Ces liens sont à choisir avec parcimonie suivant les règles définies. Si un lien sert de source à l'article, son insertion dans le texte est à faire par les notes de bas de page.
- La présentation des références doit suivre les conventions bibliographiques. Il est recommandé d'utiliser les modèles {{Ouvrage}}, {{Chapitre}}, {{Article}}, {{Lien web}} et/ou {{Bibliographie}}. Le mode d'édition visuel peut mettre en forme automatiquement les références.
- Insérer une infobox (cadre d'informations à droite) n'est pas obligatoire pour parachever la mise en page.

Pour une aide détaillée, merci de consulter Aide:Wikification.
Si vous pensez que ces points ont été résolus, vous pouvez retirer ce bandeau et améliorer la mise en forme d'un autre article.
Jaanipäev ou leedopäev (« Jour de Jaan ») est l'un des jours fériés les plus importants en Estonie. Elle correspond à la Saint-Jean.
Lors de Jaaniõhtu (la nuit de Jaanilaupäev, qui correspond à la veille de Jaanipäev) les Estoniens se réunissent en famille ou participent à des évènements de plus grande envergure. Pour célébrer cette fête qui leur est chère, les Estoniens chantent, dansent, boivent, mangent et allument des feux de joie, ce qui s'inscrit dans une tradition vieille de plusieurs siècles. Jaanipäev semble être la fête la plus importante aux yeux des Estoniens, bien plus que Noël.
Comme l'affirme le Musée estonien en plein air, "Jaanipäev représente un instant où la nature est puissante et où des feux de joie sont allumés partout dans le pays afin d'accueillir l'été et de garantir la fortune".

## Nom
En estonien traditionnel, leedopäev, plus connu sous le nom de Jaanipäev ("Le jour de Jaan" en français) se nomme Midsummer Day en anglais, Juhannuspäivä ou Ukko en finnois,  Jāņu diena en letton et le jour de la Saint-Jean chez les chrétiens. On retrouve également d'autres appellations moins connues en estonien. Parmi elles, on retrouve : suvine pööripäev, suvepööripäev, püäripääv, päevakäänak, päiväkäänäk, päiväkäändjäne, päevapesa, pesapäev et suured päevad.

## Début
Les traditions de Jaanipäev aurait débuté après la chute de la météorite Kaali il y a environ 4,000 ans. Allumer des feux de joie permettrait de recréer la chute de la météorite qui, apparemment, ressemblerait à un soleil se levant la nuit.

## Jour de la victoire
La célébration de Jaanipäev était rattachée à la célébration du Jour de la Victoire (võidupüha) pendant de la guerre d'indépendance, lorsque les troupes estoniennes vainquirent les Allemands le 23 juin 1919. À la suite de cette bataille contre ces oppresseurs de longue date, Jaaniõhtu et la tradition des feux de joie furent rapportés à des idéaux d'indépendance et de liberté. Depuis 1934, le 23 juin est également le Jour de la Victoire en Estonie, et les 23 et 24 juin sont tous deux les jours du drapeau. Ainsi, le drapeau estonien est hissé au lever du soleil et n'est pas descendu durant la nuit du 23 au 24 juin.
Avant l'occupation soviétique, le président estonien devait allumer un feu de joie dans la matinée du Jour de la Victoire (le 23 juin). De ce feu naissait la flamme de l'indépendance qui voyageait partout dans le pays dans le but d'allumer les feux de joie. Lors du rétablissement de l'indépendance de facto de l'Estonie, Jaanipäev devint une fête officieuse. Elle redevint une fête officielle en 1992.

## Traditions et rituels

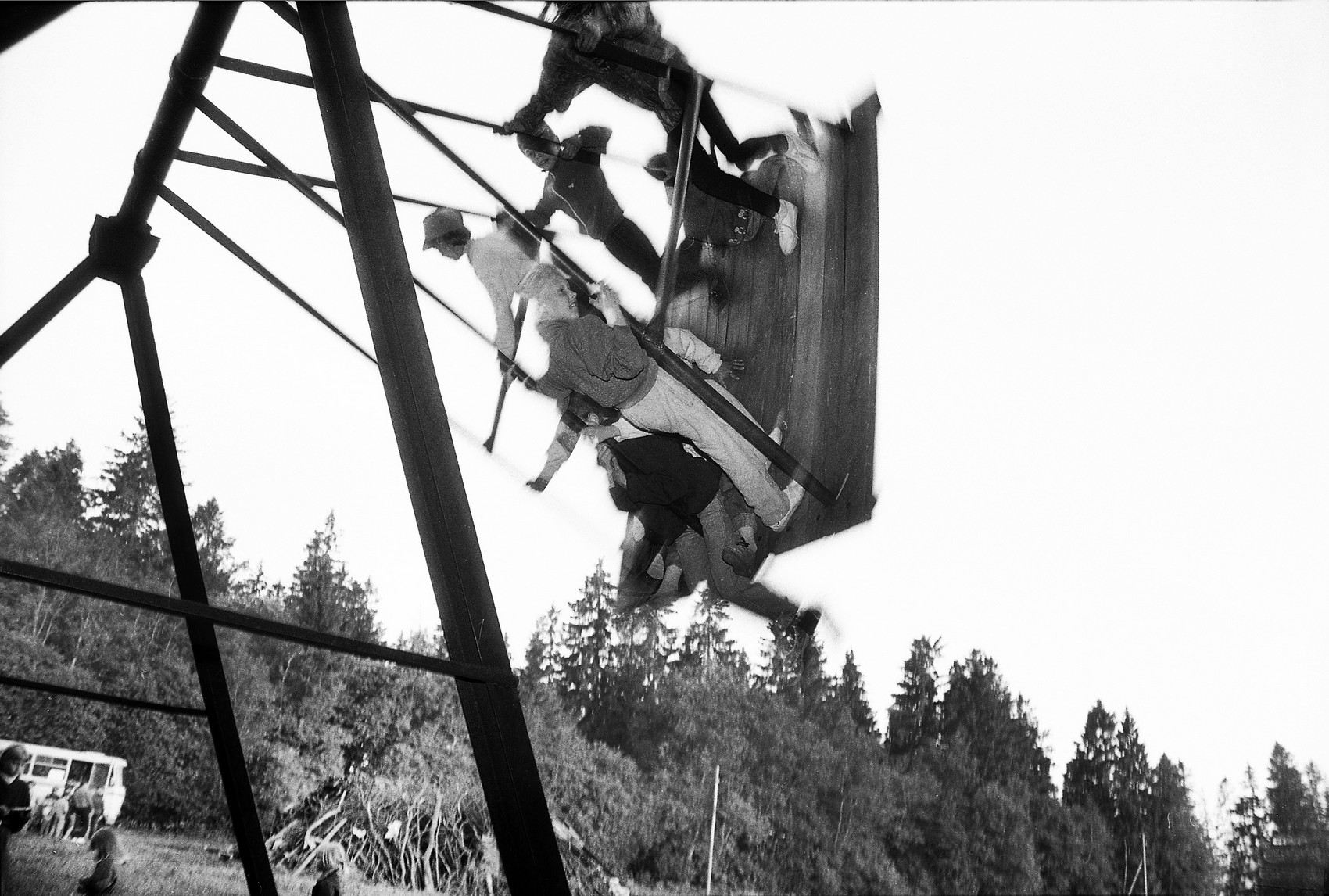
La balançoire est une activité populaire pendant Jaanipäev. Personnes utilisant la balançoire du village dans le village d'Anna en 1993

La veille de Jaanipäev (jaaniõhtu), les Estoniens se réunissent en famille ou à de plus grands évènements pour célébrer ce jour qui leur est important, au travers de chants, de danses, de feux de joie comme le dicte la tradition séculaire.
Certains rites de Jaanipäev prennent leurs racines dans le folklore. La tradition la plus connue consiste à allumer un feu de joie et de sauter par dessus ce même feu. Ce rituel permet d'attirer la prospérité et se protéger de la malchance. Ne pas allumer un feu de joie revient à s'exposer à des malheurs tels que la destruction de sa maison par le feu. Le feu permet également de chasser les mauvais esprits. plus le feu est grands, plus loin sont tenus les esprits.
La veille de Jaanipäev est chère aux amoureux. Dans la littérature estonienne, un conte relate l'amour qui lie Koit (l'aube) au crépuscule (Hämarik). Ces deux amants ne se voient qu'une seule fois par an et échangent des baisers furtifs lors de la nuit la plus courte de l'année. 
Certains amoureux vont dans les bois et cherchent la fleur de fougère, qui d'après la légende ne fleurit que lors de Jaanipäev. Les célibataires, quant à eux, peuvent suivre des instructions précises qui impliquent différentes fleurs, dans le but de connaître leur futur amant.

## Relation au christianisme
Depuis que les croisés ont introduit le christianisme, le jour fut baptisé "La veille de la Saint-Jean" comme hommage à la Nativité de Saint-Jean le Baptiste. Dans le passé, certains Chrétiens ont tenté d'altérer les croyances et les rites païens en les renommant, comme ce fut le cas pour Jaanipäev (où la tradition est d'allumer des feux de joie et sauter par-dessus ces feux, manger, boire chanter, danser toute la nuit, lire l'avenir et d'autres traditions romantiques.)